# شانه‌موش ماژلانی
شانه‌موش ماژلانی (نام علمی: Ctenomys magellanicus) نام یک گونه از سرده شانه‌موش است.